# فهد علي المعمري
فهد علي المعمري (ولد عام 1972م) كاتب وباحث إماراتي متخصص في الأدب العربي والتراث، يشغل منصب مدير المكتبات العامة التابعة لهيئة دبي للثقافة والفنون، وانتخب في عام 2022 رئيساً لجمعية الإمارات للمكتبات والمعلومات. صدر له العديد من المؤلفات منها كتاب (الهوية الوطنية الإماراتية: في الشعر النبطي).

## التعليم
حاصل على درجة البكالوريوس في اللغة العربية من جامعة بيروت.

## العمل
رئيس جمعية الإمارات للمكتبات والمعلومات من 2022م.
عضو اتحاد كتاب وأدباء الإمارات.
عضو ندوة الثقافة والعلوم بدبي.

## مؤلفات
| الكتاب                                                 | سنة النشر | ملاحظات                     |
| ------------------------------------------------------ | --------- | --------------------------- |
| بصمات عند شعراء الإمارات                               | 2014      | [ 1 ]                       |
| الرياح والأهوية في التراث الشعبي الإماراتي             | 2015      |                             |
| مختارات من الحكم والأمثال في الشعر الشعبي الإماراتي    | 2016      | [ 6 ]                       |
| البحر في التراث الشعبي الاماراتي                       | 2018      | [ 7 ]                       |
| المختار من الأشعار في الشعر النبطي الإماراتي           | 2019      |                             |
| الهوية الوطنية الإماراتية: في الشعر النبطي             | 2020      | صدر عن نادي تراث الإمارات.  |
| السيارة في دولة الإمارات العربية المتحدة: تاريخ وأشعار | 2020      |                             |
| بناء القصيدة النبطية الإماراتية                        | 2021      | صدر عن معهد الشارقة للتراث. |
| الهوية الوطنية الإماراتية: في الشعر النبطي             | 2021      | صدر عن نادي تراث الإمارات.  |

## الجوائز
فاز بجائزة العويس للإبداع في دورتها الثالثة والعشرين عام 2017.